# スフィンゴピクシス属
スフィンゴピクシス属（Sphingopyxis）は真正細菌プロテオバクテリア門アルファプロテオバクテリア綱スフィンゴモナス目スフィンゴモナス科の属の一つである。

## 概要
グラム陽性の非胞子形成桿菌であり、細胞の大きさは0.3～0.5×0.9μmである。運動性と非運動性、並びにカタラーゼ陽性と陰性のどちらも存在する。
コロニーは黄色または白褐色である。偏性好気性且つ従属有機栄養性である。硝酸塩を利用しない。
主要なユビキノンはQ-10である。主要な脂肪酸は18:1、飽和脂肪酸16:0及び16:1である。主要な2-ヒドロキシ脂肪酸は、2-OH 14:0、2-OH 15:0、または 2-OH 16:0である。
GSLが存在する。スペルミジンが主要なポリアミン成分である。特徴的な16S rRNAシグネイチャー配列は、52:359 (C:G)、134 (G)、593 (U)、987:1218 (G:C)及び990:1215 (U:G)である。土壌や地下水に生息する。DNAのGC含量は63.3–66.4 mol%である。